# Georg Tengvall

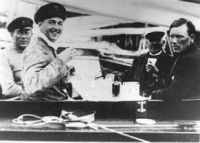
Membres participants, i guanyadors de la medalla d'or, en la competició de vela als Jocs Olímpics de 1920.

Georg Henrik Tengvall (Norrköping, 6 d'abril de 1896 - Norrköping, 4 de març de 1954) va ser un regatista suec que va competir a començaments del segle xx.
El 1920 va prendre part en els Jocs Olímpics d'Anvers, on va guanyar la medalla d'or en la categoria de 40 m² del programa de vela. Tengvall navegà a bord del Sif junt a Tore Holm, Yngve Holm i Axel Rydin.